# Čtverohrbolí

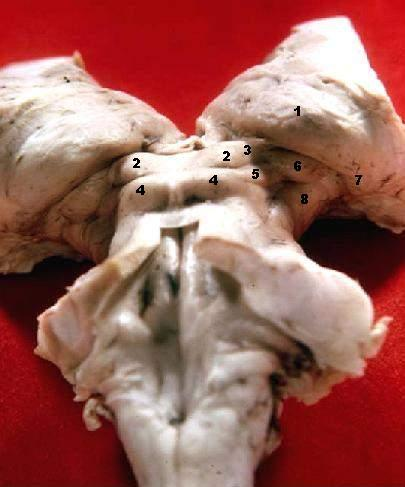
Lidské tectum je redukované do podoby čtverohrbolí: zrakové hrboly jsou pod číslem 2, sluchové hrboly pod číslem 4

Čtverohrbolí (Corpora quadrigemina) je rudimentární struktura v středním mozku savců, která vznikla redukcí oblasti zvané (i u ostatních obratlovců) tectum. Čtverohrbolí obsahuje dva páry hrbolů, vrchní pár (colliculi superiores) a pár spodních hrbolů (colliculi inferiores). Do vrchního (obecně rostrálnějšího) páru u nižších obratlovců vedl zrakový nerv, ale u savců sem zabíhá již jen malá část nervových vláken a sídlí zde pouze některé zrakové reflexy. V colliculi inferiores sídlí převodní centrum sluchových drah, které je u mnohých savců poměrně výrazně vyvinuté a směřuje informace z zrakových orgánů směrem do hemisfér koncového mozku.
Přetětím středního mozku mezi colliculi superiores a inferiores u koček vytvořil Frederik Bremer (1935) preparát zvaný cerveau isolé. V EEG se objevily vysoké alfa vlny (8 – 14 Hz) v podobně vysokých (spánkových) vřeten i samostatné pomalé vlny, přičemž kočka se stala decerebračně rigidní. Tento stav připomíná sice spánek, ale spíše se jedná o kóma, bezvědomí. Tím se liší od preparátu zvaného Encephale isolé, přetětí míchy mezi oblongátou a spinalis, kdy je zachován normální obraz EEG.